# محمد علي هيثم
محمد علي هيثم الميسري (1940 -10 يوليو 1993) رئيس وزراء لجمهورية اليمن الديمقراطية الشعبية.

## سيرته
تم تعيين محمد علي هيثم كرئيس وزراء لجمهورية اليمن الديمقراطية الشعبية (جنوب اليمن) في عام 1969م. سالم ربيع علي و الجناح الأيسر لجبهة التحرير الوطني (الذي انتسب إليه كل من سالم ربيع ومحمد علي هيثم) تولوا السيطرة على البلاد وذلك في 22 يونيو من نفس السنة. بعد استقالته من منصبة ومغادرته البلاد، تم تعيين علي ناصر محمد وذلك في أغسطس 1971م.
قام بتشكيل جبهة الاتحاد التقدمي (وهي حركة سياسية مناهضة للاشتراكية في جنوب اليمن) وعاش في منفاه حتى توحيد اليمن الجنوبي مع اليمن الشمالي وذلك في 1990م لعب دوراً هاماً في تشكيل أول انتخابات برلمانية في اليمن عام 1993م عندما كان عضواً في اللجنة العليا للانتخابات. في مايو 1993م، تم تعيينه وزيراً للعمل والشؤون الاجتماعية.

## وفاته
توفي محمد علي هيثم في 10 يوليو 1993م, ولكن ظروف وفاته لاتزال مثار جدل إلى الآن.